# Lorenzo Lefèbvre
Lorenzo Lefèbvre (Milano, 1993) è un attore francese.

## Biografia
Lorenzo Lefèbvre è nato a Milano nel 1993 da madre italiana e padre francese.
Nel 2012 è entrato a far parte dello Studio Théâtre d’Asnières e poi nel 2014 della Classe Libre du Cours Florent, di cui aveva già frequentato l'Atelier Jeunesse dal 2006 al 2010. Dal 2015 al 2018 si è formato presso il Conservatorio Nazionale Superiore di Arte drammatica di Parigi.
Ha esordito come attore nel 2015 nel film Bang Gang (une histoire d'amour moderne), un film che segue un gruppo di adolescenti alla scoperta della loro sessualità. Il 2017 è stato un anno particolarmente impegnativo per l'attore che ha recitato nel film Marvin ou la belle éducation, nel film televisivo On l'appelait Ruby, nelle serie televisive Spiral e Paris etc e in alcuni cortometraggi.
Nel 2018 ha recitato nel ruolo del giornalista Charles Hugo, figlio dell'illustre scrittore Victor Hugo nella miniserie televisiva Victor Hugo, ennemi d'État.
Nel 2021 ha recitato nel film televisivo La Petite Femelle che ripercorre il tumultuoso destino di Pauline Dubuisson nota negli anni cinquanta per l'omicidio del suo ex fidanzato, Félix Bailly.

## Curiosità
La famiglia materna di Lorenzo vive ad Arona, sul lago Maggiore, dove in gioventù Lorenzo ha passato spesso le vacanze estive.

## Filmografia

### Attore

#### Cinema
- Bang Gang (une histoire d'amour moderne), regia di Eva Husson (2015)
- Pas vu pas pris, regia di Frédéric Mermoud - cortometraggio (2017)
- Marvin ou la belle éducation, regia di Anne Fontaine (2017)
- Aurore, regia di Mael Le Mée - cortometraggio (2017)
- 4 histoires fantastiques, regia di Steeve Calvo, William Laboury e Mael Le Mée (2018)
- Sibyl - Labirinti di donna (Sibyl), regia di Justine Triet (2019)
- Délicieux - L'amore è servito (Délicieux), regia di Éric Besnard (2021)
- L'établi, regia di Mathias Gokalp (2023)
- La voie royale, regia di Frédéric Mermoud (2023)

#### Televisione
- On l'appelait Ruby, regia di Laurent Tuel – film TV (2017)
- Spiral (Engrenages) – serie TV, 5 episodi (2017)
- Paris etc – serie TV, 2 episodi (2017)
- Victor Hugo, ennemi d'État, regia di Jean-Marc Moutout – miniserie TV (2018)
- La Petite Femelle, regia di Philippe Faucon – film TV (2021)

### Doppiatore
- Ordesa – videogioco (2020)